# Robert A. Fischer
Robert A. Fischer (auch Bob Fischer; * 19. Februar 1942 in Bern; † 21. August 2001 in Zürich) war ein Schweizer Autor, Kunstkritiker, Künstler und Medienethnologe. Er setzte sich besonders für eine künstlerische Medien-Anthropologie ein.

## Leben und Werk
Fischer wuchs ab 1949 in Brüssel auf, wo er 1961 sein Baccalauréat (Abitur) absolvierte. Anschliessend begann er ein Studium an der Universität Zürich und ab 1963 in Angewandter Psychologie am Institut für Angewandte Psychologie (IAP, heute Teil der Zürcher Hochschule für Angewandte Wissenschaften ZHAW), was er 1966 mit einem Diplom abschloss. Gleichzeitig studierte er 1965 Sanskrit an der Banaras Hindu University in Varanasi (Indien), hielt sich in Nepal in einem Ashram auf und interessierte sich für Beatnik-Poesie.
Ab 1967 lebte er in Zürich und Genf und arbeitete als Journalist für United Press International UPI. In Genf lernte er auch seine spätere Frau Rosine Courtin kennen. Gemeinsam mit ihr und anderen, wie dem Künstler David Weiss, gründete Fischer in Zürich das makrobiotische Geschäft «Mr. Natural», ein Vorläufer heutiger Bioläden. Gemeinsam interessierten sie sich auch für die Lehre von Guru Maharaj Ji.
Nach Aufenthalten in Ibiza, Andalusien und verschiedenen Kommunen wie der H9 in Zürich heirateten Rosine und Robert Fischer 1973 auf dem Spiegelberg bei ihrem gemeinsamen Freund, dem Künstler und Sammler Andreas Züst. Das Paar lebte ab 1975 in Lugano, wo ihre Töchter Alexandra (1976) und Jessie (1979) zur Welt kamen. Robert Fischer betätigte sich als Hausmann, beschäftigte sich mit Mail Art, arbeitete als Musikjournalist und war Herausgeber von Musik-Fanzines.
Ab 1987 wohnte Fischer wieder in Zürich und arbeitete hauptsächlich als Forscher, Kunstkritiker, Autor und Medienkünstler. Er studierte ab 1989 ein zweites Mal an der Universität Zürich und schloss 1993 mit einem Lizentiat in Ethnologie bei Michael Oppitz ab, wofür er in Zentralaustralien Feldforschung betrieben hatte.
1991/92 arbeitete Fischer als wissenschaftlicher Assistent der Videosammlung des Völkerkundemuseums der Universität Zürich. Darauf hielt er verschiedene Gastprofessuren und -dozenturen, an der University of Lapland in Rovaniemi (Finnland, 1994/95), F+F Schule für Kunst und Design (1996), Accademia Internazionale Arti e Media Torino (Italien, 1996/97), dem Kunsthistorischen Institut der Universität Zürich (1998), und an der Norwegian University of Science and Technology in Trondheim (1999).
Fischers Interesse an Videokunst, Computerkunst, Medienkunst und speziell den Neuen Medien kulminierte in der Entwicklung einer künstlerischen Medien-Anthropologie, die in zahlreichen Texten von Ich/Buchstabendrescher, etc. (2011) dokumentiert wird. Wichtig ist dabei ein neuer Umgang mit den Medien, in denen auch die Kunst eine neue Rolle spielt, wie Fischer 1992 schreibt: «Das Bild an und für sich erhält eine Position innerhalb eines Netzwerks von Informationen, was ihm seine Vorrangstellung im Informationsprozess entzieht.»
Fischers Archiv blieb dank dem Einsatz seiner Tochter Jessie Fischer und seinem langjährigen Freund Patrick Frey erhalten. Während mehrerer Jahre wurde das Archiv im Off-Szene-Kunsthaus «Perla-Mode» in Zürich aufbewahrt. 2016 wurde es der Zentralbibliothek Zürich übergeben, um es in Zusammenarbeit mit dem Institute for Contemporary Art Research der Zürcher Hochschule der Künste öffentlich zugänglich zu machen.
Ein filmisches Portrait von Fischer findet sich in Larguez les amarres (Belgien 2002) von André Colinet.

### Publizistische Tätigkeit
Fischer publizierte das Poesie-Fanzine The Cthulhu News (1966–67, 4 Ausgaben, Zürich und Kathmandu, Nepal), mit Illustrationen etwa von HR Giger und Franz Anatol Wyss. Weiter publizierte er das Punk/Künstler-Fanzine Minimal Rock (1976–1982, 12 Ausgaben, Lugano) bzw. Ex-Minimal Rock (1983–85) und zusammen mit Arnoldo Steiner das Musik-Fanzine Pin-up (Zürich, 1978–84).
Er publizierte seine Gespräche mit dem Musiker Henry Rollins in Talks (1989), veröffentlichte zusammen mit Pidu Russek die Übersicht Kunst in der Schweiz (1991), für die Kunsthalle Fri-Art in Fribourg die Publikation Art/objet, art/information, art/texte (1994) und eine Ausgabe der Zeitung der Roten Fabrik Zürich zu Guy Debord und der Digitalisierung der Gesellschaft des Spektakels (1996).
Die Studie Die Wilden Medien. Eine medien-anthropologische Evaluation der Technologisierung aboriginaler Kommunikationsmodi (Lizentiat, 1993) blieb unveröffentlicht, ebenso die Aufsatzsammlungen Superboheme (um 1995) und Fliegende Echse (1997/98) und ein Reader zu Videokunst in der Schweiz (um 1998) mit umfangreichem Recherchapparat.
Eine Zusammenstellung seiner Texte erschien postum in Ich/Buchstabendrescher, etc. (2011) in der Edition Patrick Frey, mehrere Texte erschienen in den Anthologien Hot Love (2006) und Die Not hat ein Ende (2015) zur Schweizer Independent-Musikszene um 1980. In der Ausstellung Das Dreieck der Liebe (2015) im Helmhaus Zürich wurden die Ausgaben von The Cthulhu News ausgestellt und im Katalog der Ausstellung gewürdigt.

### Journalistische Tätigkeit
Ab 1967 arbeitete Fischer in der Redaktion von United Press International in Zürich, dabei von 1969 bis 1972 als Korrespondent in Genf. Seit 1976 schrieb er als freier Journalist Musikkritiken und theoretische Texte zu Musik und Musiksoziologie für Fanzines wie Sphinx (Basel), als Redaktor bei den Musikfanzines Pin-up (Zürich, 1978–84) und Cut (Zürich, 1983–85) und ab 1981 auch für Tages-Anzeiger, Basler Zeitung, FOCUS oder die WOZ Die Wochenzeitung.
Ab 1988 schrieb er als freier Mitarbeiter regelmässig für die Neue Zürcher Zeitung zu den Schwerpunkten Neue Medien, Video-Kunst und Computer-Animation. Ebenfalls 1989 war er in der Redaktion der Sendereihe Film-Video, Experimente Schweiz am Schweizer Fernsehen, und 1993 Mitarbeiter im Projekt VisionTeleVision am lokalen Fernseh-Kabelkanal in Zürich.

### Künstlerische Tätigkeit
Fischer veröffentlichte erste Gedichte ab 1957 und mehrere Science-Fiction-Erzählungen auf Französisch in den 1960er Jahren. Er realisierte Experimentalfilme wie Blue Movie (1966), Video-Experimente wie Elvis is only sleeping (1978), Video-Performances wie Shave (1983), Multi-Media-Performances wie Das elektronisch-existenzielle Biotop (1987) und Internet-Experimente wie riviera (1995), letzteres ist noch immer online.
Er war aktiv in Künstlernetzwerken, um 1966 im Kultur-Off-Space Platte 27 in Zürich, seit 1972 in Mail-Art, Underground-Comic, Copy Art und anderen Off-Kunstszenen. Mit seinen künstlerischen Arbeiten beteiligte sich Fischer seit 1967 an rund hundert internationalen Ausstellungen und Festivals und hielt ebenso viele Vorträge, zeigte Interventionen, kuratierte Ausstellungen und Ausstellungsprogramme und beteiligte sich an Kunstjurierungen.
Selber erhielt er drei Werkbeiträge der Pro Helvetia (1992, 1993, 1994) und einen Werkbeitrag der Eidgenössischen Kunstkommission (1992).

## Ausstellungs- und Festivalbeteiligungen
Beteiligungen (Auswahl) mit Film, Video, Performance, Installation bei:
- Solothurner Filmtage (1967, 1992)
- Nyon Film Festival (1968)
- Pasadena Filmforum (1982)
- Wiener Secession (1984)
- Centre on Contemporary Arts Seattle (1986)
- Bienal Internacional de poesia visual y experimental Mexiko-Stadt (1986)
- N-C.A. Gallery Łódź (1988)
- International Mail-Art Exhibition Granada (Spanien, 1988)
- Studio Ampère Zürich (1989)
- VideoArt Festival Locarno (1989)
- Performance Tage Biel (1989)
- Shedhalle Zürich (1991, 1994, 1995)
- Kunsthaus Zürich (1991, 1998)
- Festival Sound Basis Visual Art Breslau (1991)
- Videofestival VIPER Luzern (1991, 1993, 1998)
- European Media Art Festival Osnabrück (1992)
- Videofest Medienoperative Berlin (1992)
- International Film & Video Festival Izmir (1992)
- Freiburger Videoforum (1992)
- Videofestival EXPERIMENTA Melbourne (1992)
- Kunsthalle St. Gallen (1993)
- Filmforum Ethnologie & Dritte Welt (1993)
- Finnish Film Foundation Helsinki (1994)
- Kunsthaus Oerlikon Zürich (Einzelausstellung, 1995)
- Diagonale Filmfestival Salzburg (1995)
- European Media Festival Salzburg (1995)
- Museum für Gestaltung Zürich (1996)
- Prix Ars Electronica Linz (1997)
- Message Salon Zürich (1997)
- Kombirama Zürich (1997)

## Publikationen

### Herausgeberschaften (Auswahl)
- The Ctulhu News (ab Nr. 3 The Cthulhu News), Eigenverlag, 1966–67, Hg. von Robert A. Fischer
- Minimal Rock (1976–1982), Ex-Minimal Rock (1983–85), Eigenverlag, Hg. von Robert A. Fischer
- Pin-up, Eigenverlag, 1978–84, Hg. von Robert A. Fischer und Arnoldo Steiner
- Robert Fischer und Pidu P. Russek (Hg.): Kunst in der Schweiz. [Köln]: Kiepenheuer & Witsch, 1991.
- Robert A. Fischer: Art/objet, art/information, art/texte. Fribourg: Kunsthalle Fri-Art, 1994.

### Artikel, Monografien (Auswahl)
- Henry Rollins: Talks. Talks with Robert Fischer. Pictures by Yvonne Baumann. Production by Laurence Desarzens. Zürich: Action Press, 1989.
- Robert A. Fischer: Wild World of Words. Ein Medienkunst-Projekt. Zürich: Kunst & Forschung, 1992.
- Robert A. Fischer: Ich/Buchstabendrescher, etc. Zürich: Edition Patrick Frey, 2011.
- Bob Fischer: Der Rockschreiber als Star (1982). In: Hot Love. Swiss Punk&Wave, 1976-1980. [Hg. von Lurker Grand u. a.]. Zürich: Edition Patrick Frey, 2006, S. 124–128.
- Bob Fischer, Kleenex – „Art Punks“ (aus: Pin-up, No. 8/9, April 1979), in: Die Not hat ein Ende. Hg. von Lurker Grand. Zürich: Edition Patrick Frey, 2015, S. 181.